# Aftab Jazd
Aftab-e Jazd (pers. ‏آفتاب یزد‎) – reformistyczny dziennik wydawany w Iranie. Tytuł gazety oznacza „Słońce Jazd” po persku. Pierwsze wydanie Aftab Jazd pojawiło się w sierpniu 2000 roku. Gazeta z siedzibą w Teheranie jest powiązana ze Zrzeszeniem Duchownych Walczących, którego jednym z liderów (przewodniczącym rady) jest były prezydent Iranu, członek skrzydła reformatorskiego, Mohammad Chatami. Od powstania do 2010 roku redaktorem naczelnym był polityk opozycyjny, demokratyczny aktywista oraz dziennikarz Mojtaba Vahedi, który zrezygnował ze stanowiska, by uchronić Aftab Jazd przed zamknięciem. Jego miejsce zajął Mansoor Mozaffari. Dziennik skupia się na tematyce politycznej, kulturalnej, społecznej i ekonomicznej.
W czerwcu 2005 roku, przed wyborami prezydenckimi, dziennik razem z gazetą Eqbal opublikował list kandydata na prezydenta i byłego przewodniczącego irańskiego parlamentu Mahdiego Karrubiego do najwyższego przywódcy Alego Chamenei, w którym skarżył się na fałszerstwo w pierwszej turze wyborów. Po tej publikacji obie gazety otrzymały zakaz publikacji przez sąd rewolucyjny w Teheranie. Dyrektor dziennika Eqbal podkrelił, że ten zakaz będzie trwał tylko jeden dzień. Gazeta była również czasowo wstrzymana w czerwcu 2009 roku przed wyborami prezydenckimi. W grudniu 2009 roku gazeta otrzymała ostrzeżenie od ministra kultury za publikowanie materiałów „powodujących podziały”.